# ليو زهنغ (سياسي)
ليو زهنغ هو سياسي صيني، ولد في 1954 في ينغكو في الصين. انتخب عضو مجلس الشعب الصيني ‏ خلال فترته النيابية ‏.